# Ion Creangă (Neamț)
Ion Creangă è un comune della Romania di 5 775 abitanti, ubicato nel distretto di Neamț, nella regione storica della Moldavia. 
Il comune è formato dall'unione di 6 villaggi: Averești, Ion Creangă, Izvoru, Muncelu, Recea, Stejaru.
Il comune prende nome dallo scrittore Ion Creangă (1837-1889), nato a Humulești, oggi un rione di Târgu Neamț.